# William Donald Schaefer
William Donald Schaefer, född 2 november 1921 i Baltimore, Maryland, död 18 april 2011 i Catonsville, Maryland, var en amerikansk demokratisk politiker. Han var guvernör i delstaten Maryland 1987–1995.
Schaefer utexaminerades från Baltimore City College och deltog i andra världskriget i USA:s armé. Juridik studerade han vid University of Baltimore. År 1943 avlade han juristexamen och blev 1951 Master of Laws.
Schaefer var en dominerande gestalt inom delstatspolitiken under en lång tidsperiod. Han vann fyra mandatperioder som Baltimores borgmästare, två mandatperioder som Marylands guvernör och ytterligare två mandatperioder som delstatens chefsrevisor (Comptroller of Maryland).
När Schaefer 1971 tillträdde borgmästarämbetet, var Baltimore en industristad som hade sett bättre tider och som plågades av kravaller. En autokratisk ledarstil var Schaefers kännetecken. Som borgmästare satsade han på en förändring av Baltimores image från industristad till turiststad, "Charm City". Han lämnade borgmästarämbetet år 1987 för att tillträda som guvernör. Under de två fyraåriga mandatperioderna som guvernör uppskattade Schaefer sin image som en demokrat som förhöll sig positivt till skatter. Vapenkontroll infördes genom folkomröstning år 1988 för första gången i Marylands historia. Schaefer satsade hårt på att få igenom sin linje i vapenkontrollfrågan och i National Rifle Association hade han en mäktig motståndare. Även som guvernör var han känd för sin kompromisslösa stil. Det var sällan som han konsulterade ledamöterna av delstatens lagstiftande församling innan han fattade beslut.
Schaefer förblev ogift. Ännu under tiden som borgmästare bodde han hos sin mor och det sades att han var gift med sin stad. I sin nekrolog för NPR liknade Frank James Schaefers betydelse för Baltimore vid det som de mäktiga borgmästarna i Chicago hade för sin stad. I Maryland var han ovanlig gestalt. Ett sista ämbete som Schaefer innehade var delstatens chefsrevisor mellan 1999 och 2007. Effektiv skatteindrivning var en viktig profilfråga för honom. Schaefer avled 2011 och gravsattes på Dulaney Valley Memorial Gardens i Timonium i Baltimore County.